# Нью-Інгленд Петріотс
«Нью-Інґле́нд Пе́тріотс» Патріоти з Нової Англії (англ. New England Patriots) — професійна команда з американського футболу, що базується в місті Фоксборо в штаті Массачусетс. Команда є членом Східного дивізіону, Американської футбольної конференції, Національної футбольної ліги.

## Історія
Команда заснована у 1960 під назвою Бостон Петріотс у 1971 назва була змінена на Бей-Стейт Петріотс і декілька місяців пізніше Нью-Інґленд Петріотс. До 1970 «Петріотс» були членом Американської футбольної ліги. В цій лізі клуб вступав до того як перейшов до Національної футбольної ліги.
До свого першого Супер Боула в 1986 році (в якому «Петріотс» програли «Чикаго Бірз»), команда виходила до плей-оф чотири рази. «Патріоти» також брали участь у Супер Боулі XXXI, де програли «Грін Бей Пекерз».
У 2000-их команда стала однією із найуспішніших в історії НФЛ. «Петріотс» вигравали Супербол (чемпіонат НФЛ) (англ. AFC-NFC Super Bowl) у 2001, 2003, і 2004 роках. В 2007 та 2012 роках команда ще двічі виходила до Супер Боулу але обидва рази програвала «Нью-Йорк Джаєнтс».
Успіхи команди в 2000-их пов'язують з тренером Біллом Беллічеком та квотербеком Томом Брейді.
Надалі «Петріотс»  виграли Супербол з тренером Біллом Біллічеком та квотербеком Томом Брейді у 2014, 2016 та 2018 роках.

## Стадіон
Домашнім полем для «Петріотс» є Жилетт Стедіум в Фоксборо, Массачусетс (недалеко від Бостона).

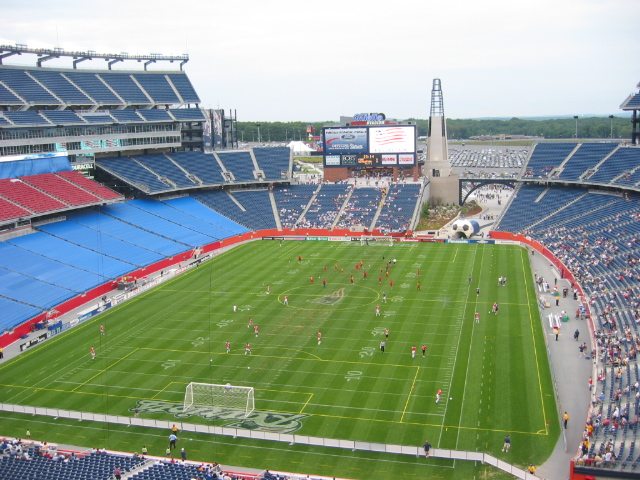
Стадіон Джіллет